# Bahram II.
Bahram II. (također Vahram ili Varahran) bio je od 276. do 293. Veliki kralj Perzije.
Bahram II. naslijedio je na prijestolju svoga oca Bahrama I. U doba njegove vladavine država i zoroastrizam bili su usko povezani ponajviše zbog velikoga utjecaja koji je na mladoga kralja imao reformator te religije mobad (svećenik) Kartir. Na jednom natpisu tako stoji:
„Karder (Kartir), spasitelj Varehranove (Bahramove) duše.“
Kartira je Bahram na kraju imenovao za vrhovnog suca i uzdigao ga u plemićki stalež, a kršćani i manihejci bili su progonjeni; tada je vjerojatno umro i osnivač manihejizma Mani. No za kralja Narseha (293. – 302.) ta uska povezanost države i zoroastrizma je prestala.
Bahram je na zapadu morao ratovati protivAußenpolitisch Rimljana koji su u doba Kara godine 283. provalili u Mezopotamiju. Rimlajni su zauzeli i perzijski glavni grad Ktezifont no Karova smrt iste godine spriječila je njihovo daljnje napredovanje. Bahram je sklopio mir s Karovim nasljednikom carem Dioklecijanom. Protiv kralja se otprilike u isto doba na istoku pobunio izvjesni Hormizd, najvjerojatnije Bahramov brat, a podržali su ga Saki i Kušan. Hormizd je poražen nakon nekoliko godina borbi, a kralj je nakon toga postavio svoga sina Bahrama III. za „kralja Saka“.
U doba Bahrama II. osobito je procvala sasanidska umjetnost što se osobito vidi na kovanicama. Nijedan vladar nije ostavio toliko reljefa na stijenama kao Bahram II. Na njima su on i njegov dvor upečatljivo ovjekovječeni. 
Bahrama II. naslijedio je njegov sin Bahram III. koji je vladao samo nekoliko mjeseci, a onda je zavladao najmlađi sin Šapura I. Narseh. 

## Vanjske poveznice
- Sasanidski reljefi na stijenama  Arhivirana inačica izvorne stranice od 10. studenoga 2016. (Wayback Machine)

| Prethodnik:             | Veliki kralj Perzije (276. - 293.) | Nasljednik:        |
| Bahram I. (273. - 276.) | Veliki kralj Perzije (276. - 293.) | Bahram III. (293.) |